# Serhij Kowałeć
Serhij Iwanowycz Kowałeć, ukr. Сергій Іванович Ковалець, ros. Сергей Іванович Ковалец, Siergiej Iwanowicz Kowalec (ur. 8 grudnia 1968 we wsi Czechowe, w obwodzie krymskim, Ukraińska SRR) – ukraiński piłkarz, grający na pozycji pomocnika, reprezentant Ukrainy, trener piłkarski.

## Kariera piłkarska

### Kariera klubowa
Urodził się na Krymie, ale potem przeniósł się z rodzicami na Podole. Wychowanek DJuSSz w Krasiłowie, skąd w 1984 trafił do drużyny seniorów Słucz Krasiłów, a potem do Podilla Chmielnicki. W latach 1986–1987 odbywał służbę wojskową w Zirce Berdyczów, po czym powrócił do Podilla Chmielnicki. W 1989 został zaproszony do Dynama Kijów, z którym odnosił największe sukcesy. W latach 1995–1996 występował w klubie Dnipro Dniepropetrowsk. Na początku 1997 został wypożyczony na pół roku do FC Twente. Po powrocie do Dnipro Dniepropetrowsk, zmienił klub na Karpaty Lwów. Potem występował w klubach Metałurh Zaporoże, Obołoń Kijów, Krasiłów-Obołoń Krasiłów oraz Wołyń Łuck. Jesienią 2004 przeszedł do Borysfena Boryspol, rozegrał 3 mecze, nabawił się kontuzji i zakończył karierę piłkarską w wieku 36 lat. W czerwcu 2005 w Chmielnickim odbył się jego pożegnalny mecz, w którym Dynamo Kijów zremisował z reprezentacją Ukrainy 4:4.

### Kariera reprezentacyjna
29 kwietnia 1992 zadebiutował w reprezentacji Ukrainy w spotkaniu towarzyskim z Węgrami przegranym 1:3. Łącznie zaliczył 10 gier reprezentacyjnych.

## Kariera trenerska
Po zakończeniu kariery zawodniczej od 2005 był asystentem trenera w klubie Metalist Charków. Od października 2008 do czerwca 2009 pracował na stanowisku głównego trenera FK Lwów. Od sierpnia 2009 do końca roku prowadził klub FK Ołeksandrija, a od stycznia 2010 roku Obołoń Kijów. 31 października 2011 po nieudanej rundzie jesiennej (ostatnie miejsce) został zwolniony z zajmowanego stanowiska. 20 stycznia 2012 podpisał do końca sezonu 2011/12 kontrakt z słowackim 1. FC Tatran Prešov. 24 lipca 2012 objął stanowisko głównego trenera Metałurha Zaporoże, ale już 31 sierpnia 2012 został zwolniony z tego stanowiska. 26 grudnia 2012 objął prowadzenie młodzieżowej reprezentacji Ukrainy. 30 sierpnia 2016 stał objął stanowisko głównego trenera litewskiego FK Trakai, z którym pracował do końca roku. 9 października 2017 ponownie stał na czele 1. FC Tatran Prešov, którym kierował do końca roku. 13 czerwca 2018 stał na czele klubu Obołoń-Browar Kijów. 9 stycznia 2020 za obopólną zgodą kontrakt został rozwiązany.

## Sukcesy i odznaczenia

### Sukcesy klubowe
- mistrz ZSRR: 1990
- zdobywca Pucharu ZSRR: 1990
- mistrz Ukrainy: 1993, 1994
- brązowy medalista Mistrzostw Ukrainy: 1995, 1998
- zdobywca Pucharu Ukrainy: 1993

### Sukcesy indywidualne
- wybrany do symbolicznej jedenastki Karpat w historii Mistrzostw Ukrainy[13].